# Capitalisme democràtic
El capitalisme democràtic com ideologia polític-econòmica descriu al sistema econòmic capitalista com estretament vinculat al sistema polític democràtic. Es va formular en algunes elaboracions teòriques com Michael Novak (1982) a The Spirit of Democratic Capitalism, Louis O. Kelso (1986) Democracia Y Poder Económico], Edward Younkins (1998) The Conceptual Foundations of Democratic Capitalism, o Carlos Espinosa de los Monteros (1997) La transición hacia el capitalismo democrático en España i fins i tot, donant nom a The Carey Center for Democratic Capitalism.
Està basada en l'acoblament tripartit d'una:
- Economia de mercat basada predominantment en incentius econòmics a través del mercat lliure.
- Una política democràtica.
- Un sistema moral-cultural liberal que anima el pluralisme.

Com sistema econòmic acull una economia de mercat principalment capitalista, amb algunes limitacions (regulacions) creades d'acord amb el desig del públic o voluntat popular expressada a través del procés democràtic. Un dels punts més qüestionats des del liberalisme econòmic és la necessitat de regulacions econòmiques des del poder polític, i els límits d'aquestes (si han de limitar-se a garantir el marc jurídic que proporciona seguretat jurídica als negocis, han de controlar el sistema financer i sistema monetari o han d'ampliar-se a un intervencionisme que permeti l'existència d'empresa pública i planificació econòmica -de vegades denominat cinquè poder-), i si aquests extrems atempten contra la lliure empresa.

## Consens polític i social en Estats Units
Als Estats Units, identificat fortament amb aquest sistema polític-econòmic, els dos partits majoritaris, el Partit Demòcrata i el Partit Republicà subscriuen aquesta filosofia democratic-republican (democràtic-republicana; en minúscula -en majúscula fa referència al nom dels partits, cap més democràtic o republicà en essència que l'altre-). El terme se sol utilitzar per a contrastar el seu sistema o manera de vida (american way of life) i la seua èmfasi en les llibertats individuals, amb el de les economies socialdemòcrates d'altres països occidentals, com els de la Unió Europea, Canadà o Japó.
Tant la major part dels quals en Estats Units es denominen liberals com els que es denominen conservadors (termes que no coincideixen amb l'ús europeu) donen suport generalment alguna forma de capitalisme democràtic en la seua pràctica econòmica. De fet, el camp que pot delimitar-se amb aqueix terme és prou ampli com per a acollir des del keynesianisme del New Deal de Franklin D. Roosevelt fins al monetarisme de l'escola de Chicago que es va plantejar com el paradigma econòmic teòric durant la presidència de Ronald Reagan, o el denominat libertarianism o llibertarisme i totes les ideologies que es reconeixen en l'ampli concepte de la democràcia liberal. Les altres possibles opcions socioeconòmiques (des del corporativisme feixista fins al comunisme) van quedar restringides a moviments marginals i partits extraparlamentaris).

## Ús recent
Un exemple d'ús recent va ser el de l'expresident dels Estats Units, George W. Bush: El capitalisme democràtic és el pitj(g)or sistema mai concebut. Pretenia descriure l'amenaça al capitalisme lligat a la democràcia tant en el seu país com en la major part del món, en el context del dramàtic discurs (setembre del 2008) amb el qual plantejava la necessitat de salvar-lo de la crisi financera del 2008, que plantejava en termes gravíssims. Al cap de poc, el líder comunista cubà Fidel Castro va manifestar que la resposta a tal capitalisme democràtic és el socialisme chavista, que qualificava de socialisme democràtic.